# Conciliabulum
El Conciliabulum (sinònims en llatí de conciliable, conciliables) és una paraula llatina que significa literalment lloc de reunió.
En la història de l'Església Catòlica, s'aplica amb freqüència com un diminutiu de les reunions dels bisbes o cardenals que no comptaven amb el reconeixement de Concilis de l'Església, ja siguessin reunions regional o sínodes. Un exemple és el Conciliabulum de Pisa de 1511 on es van reunir a Pisa sota l'auspici del rei Lluís XII de França una representació de cardenals, en oposició al Papa Juli II i sota prohibició expressa d'aquest.